# 1998
| [ Edytuj tabelę ]                                                | |
| Prezydent Polski                                                 | - 1995 Aleksander Kwaśniewski 2005 |
| Premier Polski                                                   | - 1997 Jerzy Buzek 2001 |
| Prezydent Abchazji                                               | - 1994 Władisław Ardzinba 2005 |
| Premier Abchazji                                                 | - 1997 Siergiej Bagapsz 1999 |
| Prezydent Afganistanu                                            | - 1996 Mohammad Omar 2001 |
| Premier Afganistanu                                              | - 1996 Mohammad Rabbani 2001 |
| Prezydent Albanii                                                | - 1997 Rexhep Mejdani 2002 |
| Premier Albanii                                                  | - 1997 Fatos Nano 1998 - 1998 Pandeli Majko 1999 |
| Prezydent Algierii                                               | - 1994 Liamine Zéroual 1999 |
| Premier Algierii                                                 | - 1995 Ahmad Ujahja 1998 - 1998 Isma’il Hamdani 1999 |
| Współksiążęta Andory                                             | - 1971 Joan Martí i Alanís 2003 - 1995 Jacques Chirac 2007 |
| Premier Andory                                                   | - 1994 Marc Forné Molné 2005 |
| Prezydent Angoli                                                 | - 1979 José Eduardo dos Santos 2017 |
| Premier Angoli                                                   | - 1996 Fernando José de Franca Dias van Dúnem 1999 |
| Premier Antigui i Barbudy                                        | - 1994 Lester Bird 2004 |
| Król Arabii Saudyjskiej                                          | - 1982 Fahd ibn Abd al-Aziz Al Su’ud 2005 |
| Prezydent Argentyny                                              | - 1989 Carlos Saúl Menem 1999 |
| Prezydent Armenii                                                | - 1991 Lewon Ter-Petrosjan 1998 - 1998 Robert Koczarian 2008 |
| Premier Armenii                                                  | - 1997 Robert Koczarian 1998 - 1998 Armen Darpinian 1999 |
| Prezydent Autonomii Palestyńskiej                                | - 1996 Jasir Arafat 2004 |
| Premier Australii                                                | - 1996 John Howard 2007 |
| Prezydent Austrii                                                | - 1992 Thomas Klestil 2004 |
| Kanclerz Austrii                                                 | - 1997 Viktor Klima 2000 |
| Prezydent Azerbejdżanu                                           | - 1993 Heydər Əliyev 2003 |
| Premier Azerbejdżanu                                             | - 1996 Artur Rasizadə 2003 |
| Premier Bahamów                                                  | - 1992 Hubert Ingraham 2002 |
| Emir Bahrajnu                                                    | - 1971 Isa ibn Salman Al Chalifa 1999 |
| Premier Bahrajnu                                                 | - 1970 Chalifa ibn Salman Al Chalifa 2020 |
| Prezydent Bangladeszu                                            | - 1996 Shahabuddin Ahmed 2001 |
| Premier Bangladeszu                                              | - 1996 Sheikh Hasina 2001 |
| Premier Barbadosu                                                | - 1994 Owen Arthur 2008 |
| Król Belgów                                                      | - 1993 Albert II 2013 |
| Premier Belgii                                                   | - 1992 Jean-Luc Dehaene 1999 |
| Premier Belize                                                   | - 1993 Manuel Esquivel 1998 - 1998 Said Musa 2008 |
| Prezydent Beninu                                                 | - 1996 Mathieu Kérékou 2006 |
| Król Bhutanu                                                     | - 1972 Jigme Singye Wangchuck 2006 |
| Premier Bhutanu                                                  | - 1964 urząd zniesiony 1998 - 1998 Jigme Thinley 1999 |
| Prezydent Białorusi                                              | - 1994 Alaksandr Łukaszenka |
| Premier Białorusi                                                | - 1996 Siarhiej Linh 2000 |
| Prezydent Boliwii                                                | - 1997 Hugo Banzer Suárez 2001 |
| Przewodniczący Prezydium Bośni i Hercegowiny                     | - 1996 Alija Izetbegović 1998 - 1998 Živko Radišić 1999 |
| Premier Bośni i Hercegowiny                                      | - 1997 Haris Silajdžić Boro Bosić 1999 |
| Prezydent Botswany                                               | - 1980 Quett Masire 1998 - 1998 Festus Mogae 2008 |
| Prezydent Brazylii                                               | - 1992 Fernando Henrique Cardoso 2003 |
| Sułtan Brunei                                                    | - 1967 Hassanal Bolkiah |
| Prezydent Bułgarii                                               | - 1997 Petyr Stojanow 2002 |
| Premier Bułgarii                                                 | - 1997 Iwan Kostow 2001 |
| Prezydent Burkiny Faso                                           | - 1987 Blaise Compaoré 2014 |
| Premier Burkiny Faso                                             | - 1996 Kadré Désiré Ouédraogo 2000 |
| Prezydent Burundi                                                | - 1996 Pierre Buyoya 2003 |
| Premier Burundi                                                  | - 1996 Pascal-Firmin Ndimira 1998 - 1998 urząd zniesiony 2020 |
| Prezydent Chile                                                  | - 1994 Eduardo Frei 2000 |
| Przewodniczący ChRL                                              | - 1993 Jiang Zemin 2003 |
| Premier Chin                                                     | - 1987 Li Peng 1998 - 1998 Zhu Rongji 2003 |
| Prezydent Chorwacji                                              | - 1991 Franjo Tuđman 1999 |
| Premier Chorwacji                                                | - 1995 Zlatko Mateša 2000 |
| Prezydent Cypru                                                  | - 1993 Glafkos Kliridis 2003 |
| Prezydent Cypru Północnego                                       | - 1983 Rauf Denktaş 2005 |
| Prezydent Czadu                                                  | - 1990 Idriss Déby 2021 |
| Premier Czadu                                                    | - 1997 Nassour Guelendouksia Ouaido 1999 |
| Prezydent Czech                                                  | - 1993 Václav Havel 2003 |
| Premier Czech                                                    | - 1997 Josef Tošovský 1998 - 1998 Miloš Zeman 2002 |
| Król Danii                                                       | - 1972 Małgorzata II 2024 |
| Premier Danii                                                    | - 1993 Poul Nyrup Rasmussen 2001 |
| Prezydent DR Konga                                               | - 1997 Laurent-Désiré Kabila 2001 |
| Dalajlama                                                        | - 1940 Tenzin Gjaco |
| Prezydent Dominikany                                             | - 1996 Leonel Fernández 2000 |
| Prezydent Dominiki                                               | - 1993 Crispin Sorhaindo 1998 - 1998 Vernon Shaw 2003 |
| Premier Dominiki                                                 | - 1995 Edison James 2000 |
| Prezydent Dżibuti                                                | - 1977 Hasan Guled Aptidon 1999 |
| Premier Dżibuti                                                  | - 1978 Barkat Gourad Hamadou 2001 |
| Prezydent Egiptu                                                 | - 1981 Husni Mubarak 2011 |
| Premier Egiptu                                                   | - 1996 Kamal al-Dżanzuri 1999 |
| Prezydent Ekwadoru                                               | - 1997 Fabián Alarcón 1998 - 1998 Jamil Mahaud 2000 |
| Prezydent Erytrei                                                | - 1993 Isajas Afewerki |
| Prezydent Estonii                                                | - 1992 Lennart Meri 2001 |
| Premier Estonii                                                  | - 1997 Mart Siimann 1999 |
| Prezydent Etiopii                                                | - 1995 Negasso Gidada 2001 |
| Premier Etiopii                                                  | - 1995 Meles Zenawi 2012 |
| Przew. Komisji Europejskiej                                      | - 1995 Jacques Santer (Luksemburg) 1999 |
| Prezydent Fidżi                                                  | - 1993 Kamisese Mara 2000 |
| Premier Fidżi                                                    | - 1992 Sitiveni Rabuka 1999 |
| Prezydent Filipin                                                | - 1992 Fidel Ramos 1998 - 1998 Joseph Estrada 2001 |
| Prezydent Finlandii                                              | - 1994 Martti Ahtisaari 2000 |
| Premier Finlandii                                                | - 1995 Paavo Lipponen 2003 |
| Prezydent Francji                                                | - 1995 Jacques Chirac 2007 |
| Premier Francji                                                  | - 1997 Lionel Jospin 2002 |
| Prezydent Gabonu                                                 | - 1967 Omar Bongo 2009 |
| Premier Gabonu                                                   | - 1994 Paulin Obame-Nguema 1999 |
| Prezydent Gambii                                                 | - 1994 Yahya Jammeh 2017 |
| Prezydent Ghany                                                  | - 1981 Jerry John Rawlings 2001 |
| Prezydent Grecji                                                 | - 1995 Konstandinos Stefanopulos 2005 |
| Premier Grecji                                                   | - 1996 Kostas Simitis 2004 |
| Premier Grenady                                                  | - 1995 Keith Mitchell 2008 |
| Prezydent Gruzji                                                 | - 1995 Eduard Szewardnadze 2003 |
| Premier Gruzji                                                   | - 1995 Niko Lekiszwili 1998 - 1998 Waża Lortkipanidze 2000 |
| Prezydent Gujany                                                 | - 1997 Janet Jagan 1999 |
| Premier Gujany                                                   | - 1997 Samuel Hinds 1999 |
| Prezydent Gwatemali                                              | - 1996 Álvaro Arzú 2000 |
| Prezydent Gwinei                                                 | - 1984 Lansana Conté 2008 |
| Premier Gwinei                                                   | - 1996 Sidya Touré 1999 |
| Prezydent Gwinei Bissau                                          | - 1984 João Bernardo Vieira 1999 |
| Premier Gwinei Bissau                                            | - 1997 Carlos Correia 1998 - 1998 Francisco Fadul 2000 |
| Prezydent Gwinei Równikowej                                      | - 1979 Teodoro Obiang Nguema Mbasogo |
| Premier Gwinei Równikowej                                        | - 1996 Ángel Serafín Seriche Dougan 2001 |
| Prezydent Haiti                                                  | - 1996 René Préval 2001 |
| Król Hiszpanii                                                   | - 1975 Jan Karol I 2014 |
| Premier Hiszpanii                                                | - 1996 José María Aznar 2004 |
| Król Holandii                                                    | - 1980 Beatrycze 2013 |
| Premier Holandii                                                 | - 1994 Wim Kok 2002 |
| Prezydent Hondurasu                                              | - 1994 Carlos Roberto Reina 1998 - 1998 Carlos Roberto Flores Facussé 2002                                                                                           |
| Najwyższy przywódca Iranu                                        | - 1989 Ali Chamenei |
| Prezydent Iranu                                                  | - 1997 Mohammad Chatami 2005 |
| Prezydent Iraku                                                  | - 1979 Saddam Husajn 2003 |
| Premier Iraku                                                    | - 1994 Saddam Husajn 2003 |
| Prezydent Indii                                                  | - 1997 Kocheril Raman Narayanan 2002 |
| Premier Indii                                                    | - 1997 Inder Kumar Gujral 1998 - 1998 Atal Bihari Vajpayee 2004 |
| Prezydent Indonezji                                              | - 1967 Suharto 1998 - 1998 Jusuf Habibie 1999 |
| Prezydent Irlandii                                               | - 1997 Mary McAleese 2011 |
| Premier Irlandii                                                 | - 1997 Bertie Ahern 2008 |
| Prezydent Islandii                                               | - 1996 Ólafur Ragnar Grímsson 2016 |
| Premier Islandii                                                 | - 1991 Davíð Oddsson 2004 |
| Prezydent Izraela                                                | - 1993 Ezer Weizman 2000 |
| Premier Izraela                                                  | - 1996 Binjamin Netanjahu 1999 |
| Premier Jamajki                                                  | - 1992 Percival James Patterson 2006 |
| Cesarz Japonii                                                   | - 1989 Akihito 2019 |
| Premier Japonii                                                  | - 1996 Ryūtarō Hashimoto 1998 - 1998 Keizō Obuchi 2000 |
| Prezydent Jemenu                                                 | - 1990 Ali Abd Allah Salih 2012 |
| Król Jordanii                                                    | - 1952 Husajn 1999 |
| Premier Jordanii                                                 | - 1997 Abd as-Salam al-Madżali 1998 - 1998 Fajiz at-Tarawina 1999 |
| Prezydent Jugosławii                                             | - 1997 Slobodan Milošević 2000 |
| Premier Jugosławii                                               | - 1993 Radoje Kontić 1998 - 1998 Momir Bulatović 2000 |
| Król Kambodży                                                    | - 1993 Norodom Sihanouk 2004 |
| Premier Kambodży                                                 | - 1993 Hun Sen 2023 - 1997 Ung Huot 1998 |
| Prezydent Kamerunu                                               | - 1982 Paul Biya |
| Premier Kamerunu                                                 | - 1996 Peter Mafany Musonge 2004 |
| Premier Kanady                                                   | - 1993 Jean Chrétien 2003 |
| Prezydent Górskiego Karabachu                                    | - 1997 Arkadi Ghukasjan 2007 |
| Emir Kataru                                                      | - 1995 Hamad ibn Chalifa 2013 |
| Premier Kataru                                                   | - 1996 Abd Allah ibn Chalifa 2007 |
| Prezydent Kazachstanu                                            | - 1991 Nursułtan Nazarbajew 2019 |
| Premier Kazachstanu                                              | - 1997 Nurłan Bałgymbajew 1999 |
| Prezydent Kenii                                                  | - 1978 Daniel Moi 2002 |
| Prezydent Kirgistanu                                             | - 1991 Askar Akajew 2005 |
| Premier Kirgistanu                                               | - 1993 Apas Dżumagułow 1998 - 1998 Kubanyczbek Dżumalijew 1998 - 1998 Boris Silajew (p.o.) 1998 - 1998 Dżumabek Ibraimow 1999                                        |
| Prezydent Kiribati                                               | - 1994 Teburoro Tito 2003 |
| Prezydent Kolumbii                                               | - 1994 Ernesto Samper Pizano 1998 - 1998 Andrés Pastrana Arango 2002                                                                                                 |
| Prezydent Konga                                                  | - 1997 Denis Sassou-Nguesso |
| Patriarcha Konstantynopola                                       | - 1991 Bartłomiej I |
| Prezydent Korei Południowej                                      | - 1993 Kim Young-sam 1998 - 1998 Kim Dae Jung 2003 |
| Premier Korei Południowej                                        | - 1997 Goh Kun 1998 - 1988 Kim Jong-pil 2000 |
| Najwyższy Przywódca KRLD                                         | - 1994 Kim Dzong Il 2011 |
| Premier KRLD                                                     | - 1997 Hong Sŏng Nam 2003 |
| Prezydent Kostaryki                                              | - 1994 José María Figueres 1998 - 1998 Miguel Ángel Rodríguez 2002                                                                                                   |
| Przewodniczący Rady Państwa Kuby                                 | - 1976 Fidel Castro 2008 |
| Emir Kuwejtu                                                     | - 1977 Dżabir III 2006 |
| Premier Kuwejtu                                                  | - 1978 Sad al-Abd Allah as-Salim as-Sabah 2003 |
| Prezydent Laosu                                                  | - 1993 Nouhak Phoumsavanh 1998 - 1998 Khamtai Siphandon 2006 |
| Król Lesotho                                                     | - 1996 Letsie III |
| Premier Lesotho                                                  | - 1994 Ntsu Mokhehle 1998 - 1998 Pakalitha Mosisili 2012 |
| Prezydent Libanu                                                 | - 1989 Elias Hrawi 1998 - 1998 Émile Lahoud 2007 |
| Premier Libanu                                                   | - 1992 Rafik al-Hariri 1998 - 1998 Salim al-Huss 2000 |
| Prezydent Liberii                                                | - 1997 Charles Taylor 2003 |
| Przywódca Libii                                                  | - 1969 Mu’ammar al-Kaddafi 2011 |
| Premier Libii                                                    | - 1997 Muhammad Ahmad al-Mankusz 2000 |
| Sekretarz generalny PKL Libii                                    | - 1992 Az-Zanati Imhammad az-Zanati 2008 |
| Książę Liechtensteinu                                            | - 1989 Jan Adam II |
| Premier Liechtensteinu                                           | - 1993 Mario Frick 2001 |
| Prezydent Litwy                                                  | - 1993 Algirdas Brazauskas 1998 - 1998 Valdas Adamkus 2003 |
| Premier Litwy                                                    | - 1996 Gediminas Vagnorius 1999 |
| Wielki książę Luksemburga                                        | - 1964 Jan 2000 |
| Premier Luksemburga                                              | - 1995 Jean-Claude Juncker 2013 |
| Prezydent Łotwy                                                  | - 1993 Guntis Ulmanis 1999 |
| Premier Łotwy                                                    | - 1997 Guntars Krasts 1998 - 1998 Vilis Krištopans 1999 |
| Prezydent Macedonii                                              | - 1991 Kiro Gligorow 1999 |
| Premier Macedonii                                                | - 1992 Branko Crwenkowski 1998 - 1998 Lubczo Georgiewski 2002 |
| Prezydent Madagaskaru                                            | - 1997 Didier Ratsiraka 2002 |
| Premier Madagaskaru                                              | - 1997 Pascal Rakotomavo 1998 - 1998 Tantely Andrianarivo 2002 |
| Prezydent Malawi                                                 | - 1994 Bakili Muluzi 2004 |
| Prezydent Malediwów                                              | - 1978 Maumun ̓Abdul Gajum 2008 |
| Król Malezji                                                     | - 1994 Tuanku Jaafar 1999 |
| Premier Malezji                                                  | - 1981 Mahathir bin Mohamad 2003 |
| Prezydent Mali                                                   | - 1992 Alpha Oumar Konaré 2002 |
| Premier Mali                                                     | - 1994 Ibrahim Boubacar Keïta 2000 |
| Prezydent Malty                                                  | - 1994 Ugo Mifsud Bonnici 1999 |
| Premier Malty                                                    | - 1996 Alfred Sant 1998 - 1998 Edward Fenech Adami 2004 |
| Król Maroka                                                      | - 1961 Hassan II 1999 |
| Premier Maroka                                                   | - 1994 Abd al-Latif al-Filali 1998 - 1998 Abd ar-Rahman al-Jusufi 2002                                                                                               |
| Prezydent Mauretanii                                             | - 1984 Maawija uld Sid’Ahmad Taja 2005 |
| Premier Mauretanii                                               | - 1997 Mohamed Lemine Ould Guig 1998 - 1998 Szajch al-Afijja uld Muhammad Chuna 2003                                                                                 |
| Prezydent Mauritiusa                                             | - 1992 Cassam Uteem 2002 |
| Premier Mauritiusa                                               | - 1995 Navin Ramgoolam 2000 |
| Prezydent Meksyku                                                | - 1994 Ernesto Zedillo Ponce de León 2000 |
| Prezydent Mikronezji                                             | - 1996 Jacob Nena 1999 |
| Przewodniczący Państwowej Rady Pokoju i Rozwoju Mjanmy           | - 1997 Than Shwe 2011 |
| Premier Mjanmy                                                   | - 1992 Than Shwe 2003 |
| Prezydent Mołdawii                                               | - 1996 Petru Lucinschi 2001 |
| Premier Mołdawii                                                 | - 1997 Ion Ciubuc 1999 |
| Książę Monako                                                    | - 1949 Rainier III 2005 |
| Minister stanu Monako                                            | - 1997 Michel Lévêque 2000 |
| Prezydent Mongolii                                               | - 1997 Nacagijn Bagabandi 2005 |
| Premier Mongolii                                                 | - 1996 Mendsajchany Enchsajchan 1998 - 1998 Cachiagijn Elbegdordż 1998 - 1998 Dżanlawyn Narancacralt 1999                                                            |
| Prezydent Mozambiku                                              | - 1986 Joaquim Chissano 2005 |
| Premier Mozambiku                                                | - 1994 Pascoal Mocumbi 2004 |
| Prezydent Naddniestrza                                           | - 1991 Igor Smirnow 2011 |
| Prezydent Namibii                                                | - 1990 Sam Nujoma 2005 |
| Premier Namibii                                                  | - 1990 Hage Geingob 2002 |
| Sekretarz generalny NATO                                         | - 1995 Javier Solana (Hiszpania) 1999 |
| Prezydent Nauru                                                  | - 1997 Kinza Clodumar 1998 - 1998 Bernard Dowiyogo 1999 |
| Król Nepalu                                                      | - 1972 Birendra 2001 |
| Premier Nepalu                                                   | - 1997 Surya Bahadur Thapa 1998 - 1998 Girija Prasad Koirala 1999 |
| Prezydent Niemiec                                                | - 1994 Roman Herzog 1999 |
| Kanclerz Niemiec                                                 | - 1982 Helmut Kohl 1998 - 1998 Gerhard Schröder 2005 |
| Prezydent Nigru                                                  | - 1996 Ibrahim Baré Maïnassara 1999 |
| Premier Nigru                                                    | - 1997 Ibrahim Hassane Mayaki 2000 |
| Prezydent Nigerii                                                | - 1993 Sani Abacha 1998 - 1998 Abdulsalami Abubakar 1999 |
| Prezydent Nikaragui                                              | - 1997 Arnoldo Alemán 2002 |
| Król Norwegii                                                    | - 1991 Harald V |
| Premier Norwegii                                                 | - 1997 Kjell Magne Bondevik 2000 |
| Premier Nowej Zelandii                                           | - 1997 Jenny Shipley 1999 |
| Prezydent Osetii Południowej                                     | - 1996 Ludwig Czibirow 2001 |
| Sułtan Omanu                                                     | - 1970 Kabus ibn Sa’id 2020 |
| Sekretarz generalny ONZ                                          | - 1997 Kofi Annan (Ghana) 2006 |
| Prezydent Pakistanu                                              | - 1998 Muhammad Rafiq Tarar 2001 |
| Premier Pakistanu                                                | - 1997 Nawaz Sharif 1999 |
| Prezydent Palau                                                  | - 1993 Kuniwo Nakamura 2001 |
| Prezydent Panamy                                                 | - 1994 Ernesto Pérez Balladares 1999 |
| Papież                                                           | - 1978 Jan Paweł II 2005 |
| Premier Papui-Nowej Gwinei                                       | - 1997 Bill Skate 1999 |
| Prezydent Paragwaju                                              | - 1993 Juan Carlos Wasmosy Monti 1998 - 1998 Raúl Cubas Grau 1999 |
| Prezydent Peru                                                   | - 1990 Alberto Fujimori 2000 |
| Premier Peru                                                     | - 1996 Alberto Pandolfi 1998 - 1998 Javier Valle Riestra 1998 - 1998 Alberto Pandolfi 1999                                                                           |
| Prezydent Południowej Afryki                                     | - 1994 Nelson Mandela 1999 |
| Prezydent Portugalii                                             | - 1996 Jorge Sampaio 2006 |
| Premier Portugalii                                               | - 1995 António Guterres 2002 |
| Sekretarz generalny Rady Europy                                  | - 1994 Daniel Tarschys (Szwecja) 1999 |
| Prezydent Republiki Środkowoafrykańskiej                         | - 1993 Ange-Félix Patassé 2003 |
| Premier Republiki Środkowoafrykańskiej                           | - 1997 Michel Gbezera-Bria 1999 |
| Prezydent Republiki Zielonego Przylądka                          | - 1991 António Monteiro 2001 |
| Premier Republiki Zielonego Przylądka                            | - 1991 Carlos Veiga 2000 |
| Prezydent Rosji                                                  | - 1991 Boris Jelcyn 1999 |
| Premier Rosji                                                    | - 1992 Wiktor Czernomyrdin 1998 - 1998 Borys Jelcyn (p.o.) 1998 - 1998 Siergiej Kirijenko 1998 - 1998 Wiktor Czernomyrdin (p.o.) 1998 - 1998 Jewgienij Primakow 1999 |
| Prezydent Rumunii                                                | - 1996 Emil Constantinescu 2000 |
| Premier Rumunii                                                  | - 1996 Victor Ciorbea 1998 - 1998 Radu Vasile 1999 |
| Prezydent Rwandy                                                 | - 1994 Pasteur Bizimungu 2000 |
| Premier Rwandy                                                   | - 1995 Pierre-Célestin Rwigema 2000 |
| Premier Saint Kitts i Nevis                                      | - 1995 Denzil Douglas 2015 |
| Premier Saint Lucia                                              | - 1997 Kenny Anthony 2006 |
| Premier Saint Vincent i Grenadyn                                 | - 1984 James Fitz-Allen Mitchell 2000 |
| Prezydent Salwadoru                                              | - 1994 Armando Calderón Sol 1999 |
| O le Ao o le Malo Samoa                                          | - 1962 Malietoa Tanumafili II 2007 |
| Premier Samoa                                                    | - 1988 Tofilau Eti Alesana 1998 - 1998 Tuilaʻepa Sailele Malielegaoi 2021                                                                                            |
| Kapitanowie regenci San Marino                                   | - 1997 Luigi Mazza Marino Zanotti 1998 - 1998 Alberto Cecchetti Loris Francini 1998 - 1998 Pietro Berti Paolo Bollini 1999                                           |
| Sekretarz Stanu do spraw Politycznych i Zagranicznych San Marino | - 1986 Gabriele Gatti 2002 |
| Prezydent Senegalu                                               | - 1981 Abdou Diouf 2000 |
| Premier Senegalu                                                 | - 1991 Habib Thiam 1998 - 1998 Mamadou Lamine Loum 2000 |
| Prezydent Seszeli                                                | - 1977 France-Albert René 2004 |
| Prezydent Sierra Leone                                           | - 1997 Johnny Paul Koroma 1998 - 1998 Ahmad Tejan Kabbah 2007 |
| Prezydent Singapuru                                              | - 1993 Ong Teng Cheong 1999 |
| Premier Singapuru                                                | - 1990 Goh Chok Tong 2004 |
| Prezydent Słowacji                                               | - 1993 Michal Kováč 1998 - 1998 Vladimír Mečiar 1998 - 1998 Ivan Gašparovič 1998 - 1998 Mikuláš Dzurinda 1999 - 1998 Jozef Migaš 1999                                |
| Premier Słowacji                                                 | - 1994 Vladimír Mečiar 1998 - 1998 Mikuláš Dzurinda 2006 |
| Prezydent Słowenii                                               | - 1991 Milan Kučan 2002 |
| Premier Słowenii                                                 | - 1992 Janez Drnovšek 2000 |
| Prezydent Sri Lanki                                              | - 1994 Chandrika Kumaratunga 2005 |
| Premier Sri Lanki                                                | - 1994 Sirimavo Bandaranaike 2000 |
| Król Suazi                                                       | - 1986 Ntombi (współpanująca) 2018 - 1986 Mswati III 2018 |
| Premier Suazi                                                    | - 1996 Barnabas Sibusiso Dlamini 2003 |
| Prezydent Sudanu                                                 | - 1989 Umar al-Baszir 2019 |
| Prezydent Surinamu                                               | - 1996 Jules Wijdenbosch 2000 |
| Prezydent Syrii                                                  | - 1971 Hafiz al-Asad 2000 |
| Premier Syrii                                                    | - 1987 Mahmud az-Zubi 2000 |
| Prezydent Szwajcarii                                             | - 1998 Flavio Cotti 1998 |
| Król Szwecji                                                     | - 1973 Karol XVI Gustaw |
| Premier Szwecji                                                  | - 1996 Göran Persson 2006 |
| Prezydent Tadżykistanu                                           | - 1994 Emomali Rahmon |
| Premier Tadżykistanu                                             | - 1996 Jahjo Azimow 1999 |
| Król Tajlandii                                                   | - 1946 Bhumibol Adulyadej 2016 |
| Premier Tajlandii                                                | - 1997 Chuan Leekpai 2001 |
| Prezydent Tajwanu                                                | - 1988 Lee Teng-hui 2000 |
| Prezydent Tanzanii                                               | - 1995 Benjamin Mkapa 2005 |
| Premier Tanzanii                                                 | - 1995 Frederick Sumaye 2005 |
| Prezydent Togo                                                   | - 1967 Gnassingbé Eyadéma 2005 |
| Premier Togo                                                     | - 1996 Kwassi Klutse 1999 |
| Król Tonga                                                       | - 1965 Taufaʻahau Tupou IV 2006 |
| Premier Tonga                                                    | - 1991 Siaʻosi Tuʻihala Alipate Tupou 2000 |
| Prezydent Trynidadu i Tobago                                     | - 1997 Arthur N.R. Robinson 2003 |
| Premier Trynidadu i Tobago                                       | - 1995 Basdeo Panday 2001 |
| Prezydent Tunezji                                                | - 1987 Zajn al-Abidin ibn Ali 2011 |
| Premier Tunezji                                                  | - 1989 Hamid al-Karawi 1999 |
| Prezydent Turcji                                                 | - 1993 Süleyman Demirel 2000 |
| Premier Turcji                                                   | - 1997 Mesut Yılmaz 1999 |
| Prezydent Turkmenistanu                                          | - 1991 Saparmyrat Nyýazow 2006 |
| Prezydent Ugandy                                                 | - 1986 Yoweri Museveni |
| Premier Ugandy                                                   | - 1994 Kintu Musoke 1999 |
| Prezydent Ukrainy                                                | - 1994 Łeonid Kuczma 2005 |
| Premier Ukrainy                                                  | - 1997 Wałerij Pustowojtenko 1999 |
| Prezydent Urugwaju                                               | - 1995 Julio María Sanguinetti 2000 |
| Prezydent USA                                                    | - 1993 Bill Clinton 2001 |
| Prezydent Uzbekistanu                                            | - 1991 Islom Karimov 2016 |
| Premier Uzbekistanu                                              | - 1995 O‘tkir Sultonov 2003 |
| Prezydent Vanuatu                                                | - 1994 Jean Marie Leye Lenelgau 1999 |
| Premier Vanuatu                                                  | - 1996 Serge Vohor 1998 - 1998 Donald Kalpokas 1999 |
| Prezydent Wenezueli                                              | - 1994 Rafael Caldera 1999 |
| Prezydent Węgier                                                 | - 1990 Árpád Göncz 2000 |
| Premier Węgier                                                   | - 1994 Gyula Horn 1998 - 1998 Viktor Orbán 2002 |
| Monarcha Wielkiej Brytanii                                       | - 1952 Elżbieta II 2022 |
| Premier Wielkiej Brytanii                                        | - 1997 Tony Blair 2007 |
| Prezydent Wietnamu                                               | - 1997 Trần Đức Lương 2006 |
| Premier Wietnamu                                                 | - 1997 Phan Văn Khải 2006 |
| Prezydent Włoch                                                  | - 1992 Oscar Luigi Scalfaro 1999 |
| Premier Włoch                                                    | - 1996 Romano Prodi 1998 - 1998 Massimo D’Alema 2000 |
| Prezydent WKS                                                    | - 1993 Henri Konan Bédié 1999 |
| Premier WKS                                                      | - 1993 Daniel Kablan Duncan 1999 |
| Prezydent Wysp Marshalla                                         | - 1997 Imata Kabua 2000 |
| Prezydent Wysp Świętego Tomasza i Książęcej                      | - 1995 Miguel Trovoada 2001 |
| Prezydent Zambii                                                 | - 1991 Frederick Chiluba 2002 |
| Prezydent Zimbabwe                                               | - 1987 Robert Mugabe 2017 |
| Premier Zimbabwe                                                 | - 1987 urząd zniesiony 2009 |
| Prezydent ZEA                                                    | - 1971 Zajid ibn Sultan Al Nahajjan 2004 |
| Premier ZEA                                                      | - 1990 Maktum ibn Raszid al-Maktum 2006 |

Rok 1998 / MCMXCVIII
stulecia: XIX wiek ~
XX wiek ~
XXI wiek

dziesięciolecia:
1960–1969 •
1970–1979 •
1980–1989 •
1990–1999
• 2000–2009
• 2010–2019
• 2020–2029

lata: 1988 «
1993 «
1994 «
1995 «
1996 «
1997 «
1998
» 1999
» 2000
» 2001
» 2002
» 2003
» 2008

## Wydarzenia w Polsce

### Styczeń
- 1 stycznia:
  - Ciężkowice, Miłakowo, Miłomłyn, Piotrków Kujawski i Radzionków odzyskały prawa miejskie[1][2].
  - podzielono dotychczasową gminę Stoczek Łukowski na gminę miejską i gminę wiejską[1].
  - utworzono gminę Radzionków[1].
  - zmieniono nazwy gmin: Chmielnik Rzeszowski na Chmielnik oraz Rudnik na Rudnik nad Sanem[2].
- 2 stycznia:
  - Związek Tatarów Polskich przygotował pierwsze wydanie kalendarza muzułmańskiego na rok 1998, w którym ujęto wszystkie islamskie święta i ważniejsze daty religijne.
  - odbyła się pierwsza gala rozdania nagród Telekamery „Tele Tygodnia” za najlepsze osiągnięcia telewizyjne.
  - premiera filmu Księga wielkich życzeń.
- 3 stycznia – wydobyto ostatnią tonę węgla w KWK „Sosnowiec”.
- 4 stycznia – odbył się VI Finał Wielkiej Orkiestry Świątecznej Pomocy.
- 10 stycznia – w Słupsku został śmiertelnie pobity przez policjanta 13-letni kibic miejscowej drużyny koszykarskiej, co wywołało kilkudniowe zamieszki w mieście.
- 20 stycznia – prezydent Aleksander Kwaśniewski powołał pierwszą Radę Bezpieczeństwa Narodowego.
- 23 stycznia – premiera filmu Młode wilki 1/2.
- 29 stycznia – ukazało się pierwsze wydanie „Naszego Dziennika”.
- 30 stycznia – podniesiono banderę na statku naukowo-badawczym Akademii Morskiej w Szczecinie MS Nawigator XXI.

### Luty
- 13 lutego – zakończono produkcję samochodu dostawczego FSC Żuk.
- 14 lutego – katastrofa lotnicza na jeziorze Śniardwy: 7 osób zginęło po uderzeniu śmigłowca Mi-2 o taflę wody.
- 17 lutego – premiera filmu dokumentalnego Arizona.
- 21 lutego – w Poznaniu odbyło się spotkanie przywódców państw Trójkąta Weimarskiego.
- 23 lutego – ratyfikowano konkordat pomiędzy Rzecząpospolitą Polską i Watykanem.
- 24 lutego – podczas niezgodnej z przepisami penetracji nieużywanego wyrobiska w KWK Niwka-Modrzejów w Sosnowcu, w pozbawionej tlenu atmosferze zginęło sześciu ratowników górniczych.

### Marzec
- 1 marca – uruchomiono sieć telefonii komórkowej Idea.
- 9 marca – pierwotne wydanie Yahoo! Messenger pod nazwą Yahoo! Pager.
- 20 marca:
  - troje byłych maturzystów (w tym pierwsza w Polsce kobieta) zostało skazanych na karę dożywotniego pozbawienie wolności za brutalne zabójstwo 22-letniej Jolanty Brzozowskiej w styczniu 1996 roku.
  - premiera filmu Demony wojny według Goi.
- 31 marca – Polska rozpoczęła negocjacje akcesyjne z Unią Europejską.

### Kwiecień
- 1 kwietnia – Spółka At Entertainment uruchomiła pierwszą w Polsce platformę telewizyjno-radiowo satelitarną Wizja TV.
- 3 kwietnia – premiera filmu Farba.
- 5 kwietnia – w Sopocie została odsłonięta Fontanna Jasia Rybaka.
- 7 kwietnia – we wsi Sady koło Poznania otwarto fabrykę autobusów MAN.
- 15 kwietnia – utworzono Zespół Akrobacyjny „Orlik”.
- 18 kwietnia – stacja Fox Kids (od 1 stycznia 2005 do 18 września 2009 Jetix) rozpoczęła swoją emisje.
- 21 kwietnia – minister Jacek Dębski zawiesił władze Polskiego Związku Piłki Nożnej.
- 22 kwietnia – powstał Euroregion Śląsk Cieszyński.
- 24 kwietnia – w gdyńskiej agencji towarzyskiej Las Vegas został zastrzelony gangster Nikodem Skotarczak ps. „Nikoś”.
- 25 kwietnia – wszedł w życie Konkordat między Polską a Stolicą Apostolską.

### Maj
- 4 maja – ukazał się album Ostateczny krach systemu korporacji grupy Kult.
- 25 maja – Sąd Gospodarczy w Bydgoszczy ogłosił upadłość Rometu.
- 26 maja – w Warszawie została oddana do użytku stacja metra Centrum. Długość jedynego w Polsce metra osiągnęła wówczas 12 km.

### Czerwiec
- 1 czerwca – rozpoczęła działalność pierwsza polska platforma cyfrowa Wizja TV.
- 3 czerwca – sieć komórkowa Plus uruchomiła usługę Simplus.
- 25 czerwca – na parkingu przed swym domem w Warszawie został zamordowany były komendant główny Policji gen. Marek Papała.

### Lipiec
- 10 lipca – premiera filmu Ciemna strona Wenus.
- 18 lipca – ustawa o podziale kraju na 16 województw.
- 24 lipca – Sejm uchwalił ustawę o wprowadzeniu zasadniczego trójstopniowego podziału terytorialnego państwa, przywracającą od 1 stycznia 1999 roku powiaty i zakładającą podział kraju na 16 województw.
- 29 lipca – Prząśniczka została oficjalnym hejnałem Łodzi.

### Sierpień
- 7 sierpnia – minister Jacek Dębski anulował decyzję o zawieszeniu władz Polskiego Związku Piłki Nożnej.
- 14 sierpnia – w Warszawie odsłonięto Pomnik Czynu Zbrojnego Polonii Amerykańskiej.
- 17 sierpnia – w wypadku samochodowym zginęli Władysław Komar i Tadeusz Ślusarski, polscy lekkoatleci, mistrzowie olimpijscy.
- 20 sierpnia – Paweł Januszewski ustanowił rekord Polski w biegu na 400 m ppł. wynikiem 48,17 s.
- 21 sierpnia – Robert Maćkowiak ustanowił rekord Polski w biegu na 400 m wynikiem 45,04 s.

### Wrzesień
- 1 września:
  - wszedł w życie nowy Kodeks karny.
  - Cartoon Network i Turner Classic Movies rozpoczęły emisję.
- 7 września – rozpoczęto akcję oznaczania „czarnymi punktami” szczególnie niebezpiecznych miejsc na polskich drogach.
- 21 września – GPW w Warszawie uruchomiła indeks giełdowy MIDWIG.
- 25 września – w Szczecinie rozpoczęło się biennale poetyckie imienia Konstantego Ildefonsa Gałczyńskiego – Gałczynalia.

### Październik
- 11 października – wybory do trójszczeblowego samorządu (gmina, powiat, województwo).
- 13 października:
  - Sejm RP uchwalił ustawę o systemie ubezpieczeń społecznych.
  - Polsat rozpoczął emisję sitcomu Miodowe lata.
- 17 października – Lech Gardocki objął stanowisko Pierwszego Prezesa Sądu Najwyższego.
- 18 października – Powszechny Bank Gospodarczy z siedzibą w Łodzi zaoferował po raz pierwszy dostęp do rachunku bankowego przez Internet, rozpoczynając historię polskiej bankowości internetowej.
- 20 października – były kanclerz Niemiec Helmut Kohl został odznaczony Orderem Orła Białego.
- 29 października – Andrzej Gołaś został prezydentem Krakowa.
- 30 października – zakończono wydobycie w KWK Morcinek.

### Listopad
- 6 listopada – powstała pierwsza polska platforma satelitarna Cyfra+.
- 11 listopada – w katastrofie samolotu szkolnego TS-11 Iskra pod Otwockiem zginęli obaj piloci, mjr pil. Tomasz Pajórek i mjr pil. Mariusz Oliwa, wykonujący lotnicze rozpoznanie pogody przed paradą z okazji Święta Niepodległości.
- 13 listopada – premiera filmu U Pana Boga za piecem.
- 15 listopada – weszła w życie ustawa umożliwiająca zawieranie tzw. ślubów konkordatowych.
- 20 listopada – premiera filmu Historia kina w Popielawach.
- 24 listopada – z biblioteki naukowej PAN w Krakowie skradziono pierwodruk dzieła Mikołaja Kopernika De revolutionibus orbium coelestium.

### Grudzień
- 4 grudnia – premiera filmu Złoto dezerterów.
- 24 grudnia – w Elektrowni Turów doszło do jednej z największych awarii w polskiej energetyce zawodowej. Prawie całkowitemu zniszczeniu uległ blok energetyczny nr 5 o mocy 200 MW, uszkodzonych zostało wiele urządzeń sąsiednich jednostek wytwórczych, wyłączono większość generatorów, a w maszynowni wybuchł groźny pożar.
- Brzeg obchodził 750-lecie nadania praw miejskich.

## Wydarzenia na świecie

### Styczeń
- Styczeń – potężna wichura śnieżna spowodowana anomalią pogodową „El Niño”, nawiedziła Nową Anglię, południowe Ontario i Quebec powodując uszkodzenia linii energetycznych, niszcząc lasy, zabijając ludzi.
- 1 stycznia:
  - Wielka Brytania objęła prezydencję w Radzie Unii Europejskiej
  - został wprowadzony w życie zakaz palenia tytoniu we wszystkich lokalach gastronomicznych w Kalifornii.
- 2 stycznia:
  - w Rosji wprowadzono do obiegu nowe ruble, by opanować inflacje.
  - Stany Zjednoczone i Kanada zawarły Północnoamerykański Układ o Wolnym Handlu (wszedł w życie 1 stycznia n.r., później dołączył Meksyk).
- 4 stycznia – Valdas Adamkus wygrał wybory prezydenckie na Litwie.
- 4–10 stycznia – 35 osób zginęło w wyniku burzy lodowej na atlantyckim wybrzeżu USA i Kanady.
- 6 stycznia – odcięto głowę posągowi Małej Syrenki w kopenhaskim porcie.
- 7 stycznia:
  - NASA: został wystrzelony sztuczny satelita Księżyca Lunar Prospector.
  - kanadyjska minister ds. Indian Jane Stewart przeprosiła za traktowanie ludności tubylczej w przeszłości i ogłosiła ustanowienie „funduszu uzdrowienia” w wysokości 600 milionów dolarów kanadyjskich.
- 8 stycznia – Ramzi Yousef, organizator pierwszego zamachu na WTC w 1993 roku, został skazany na dożywotnie pozbawienie wolności.
- 9 stycznia – w Stanach Zjednoczonych został opatentowany PageRank – zespół algorytmów stanowiący podstawę oprogramowania wyszukiwarki internetowej Google.
- 11 stycznia – w wiosce Sidi Hammad, 30 km na południe od Algieru, islamscy terroryści zamordowali co najmniej 120 osób.
- 12 stycznia – 19 europejskich krajów podpisało protokół dodatkowy do Konwencji o prawach człowieka i biomedycynie, zakazujący klonowania ludzi.
- 13 stycznia – włoski pisarz Alfredo Ormando dokonał w Watykanie aktu samospalenia w proteście przeciwko stosunkowi Kościoła katolickiego do osób homoseksualnych.
- 21 stycznia – papież Jan Paweł II rozpoczął podróż apostolską na Kubę.
- 22 stycznia – izraelska rakieta nośna Shavit-1, mającą wynieść na orbitę satelitę szpiegowskiego, eksplodowała krótko po stracie i wpadła do Morza Śródziemnego.
- 25 stycznia – amerykańscy małżonkowie Tom i Eileen Lonerganowie zostali omyłkowo pozostawieni przez statek w czasie gdy nurkowali na Wielkiej Rafie Koralowej. Ich ciał nigdy nie odnaleziono. Na podstawie tej historii nakręcono w 2003 roku film Ocean strachu.
- 28 stycznia:
  - otwarto pierwszy odcinek sofijskiego metra.
  - otwarto wielofunkcyjny stadion sportowy w Saint-Denis, na przedmieściach Paryża.
  - 26 osób powiązanych z Tamilskimi Tygrysami ze Sri Lanki zostało skazanych na śmierć przez indyjski sąd za udział w zamachu na premiera Rajiva Gandhiego w maju 1991 roku.
- 29 stycznia – Japonia, Kanada, Rosja, USA oraz państwa członkowskie ESA podpisały umowę o budowie Międzynarodowej Stacji Kosmicznej.
- 30 stycznia – ulewne deszcze wywołały powódź w Peru.

### Luty
- 2 lutego – 104 osoby zginęły w katastrofie samolotu DC-9 na Filipinach.
- 3 lutego – amerykański samolot wojskowy spowodował wypadek kolejki linowej we Włoszech, w którym zginęło 20 osób, w tym 2 Polaków.
- 4 lutego:
  - ponad 4 tys. osób zginęło, a 10 tys. zostało rannych w trzęsieniu ziemi w północnym Afganistanie.
  - premier Robert Koczarian przejął obowiązki prezydenta Armenii po rezygnacji Lewona Ter-Petrosjana.
  - została ustanowiona flaga Bośni i Hercegowiny.
- 6 lutego – Front Narodowego Wyzwolenia Korsyki dokonał zamachu na prefekta wyspy, Claude’a Érignaca.
- 7–24 lutego – w japońskim Nagano odbyły się XVIII Zimowe Igrzyska Olimpijskie.
- 9 lutego – w Tbilisi doszło do nieudanego zamachu na prezydenta Gruzji Eduarda Szewardnadze.
- 10 lutego – przyjęto hymn Bośni i Hercegowiny.
- 13 lutego – wojska interwencyjne ECOWAS obaliły juntę rządzącą w Sierra Leone.
- 14 lutego – 220 osób zginęło w wyniku eksplozji cystern kolejowych z benzyną w Kamerunie.
- 15 lutego – we wsi Drawcza na Litwie miejscowy Polak, 58-letni Leonard Zawistonowicz, będący w stanie niepoczytalności, zastrzelił 8 mieszkańców wsi narodowości litewskiej.
- 16 lutego – 202 osoby zginęły w katastrofie lotu China Airlines 676 na Tajwanie.
- 17 lutego – oddziały ormiańskie dokonały masakry 70–90 Azerów w wiosce Qaradağlı w Górskim Karabachu.
- 22 lutego – utworzono Euroregion Bałtyk.
- 23 lutego – 42 osoby zginęły, a 260 zostało rannych po przejściu tornada nad środkową Florydą.
- 25 lutego – Kim Dae-jung został prezydentem Korei Południowej.
- 26 lutego:
  - Valdas Adamkus został prezydentem Litwy.
  - całkowite zaćmienie Słońca widoczne nad Pacyfikiem, Ameryką Środkową i Atlantykiem.
- 28 lutego:
  - armia jugosłowiańska rozpoczęła ofensywę przeciw Armii Wyzwolenia Kosowa (UÇK).
  - dokonano oblotu amerykańskiego bezzałogowego samolotu rozpoznawczego RQ-4 Global Hawk.

### Marzec
- 2 marca – w Wiedniu została porwana 10-letnia Natascha Kampusch.
- 11 marca – w Danii odbyły się wybory parlamentarne.
- 14 marca – w Iranie miało miejsce trzęsienie ziemi o sile 6,9 w skali Richtera.
- 18 marca – zniesiono karę śmierci w Estonii.
- 19 marca – Atal Bihari Vajpayee został po raz drugi premierem Indii.
- 20 marca – otwarto pierwszą autostradę łączącą afrykańskie wybrzeża Atlantyku i Oceanu Indyjskiego (między Walvis Bay w Namibii a Maputo w Mozambiku).
- 21 marca – papież Jan Paweł II rozpoczął podróż apostolską do Nigerii.
- 22 marca – urzędujący prezydent Ibrahim Rugova wygrał wybory prezydenckie, a jego Demokratyczna Partia Kosowa jednoczesne wybory do parlamentu Kosowa.
- 23 marca:
  - prezydent Rosji Borys Jelcyn zdymisjonował premiera Wiktora Czernomyrdina. Nowym premierem został Siergiej Kirijenko.
  - film Titanic Jamesa Camerona zdobył 11 statuetek podczas 70. ceremonii wręczenia Oscarów.
- 24 marca – w Jonesboro w amerykańskim stanie Arkansas dwaj uczniowie w wieku 11 i 13 lat, po wywołaniu fałszywego alarmu pożarowego, zastrzelili 4 uczennice i nauczyciela oraz zranili 10 innych osób opuszczających budynek miejscowej szkoły średniej.
- 26 marca – Bill Clinton jako pierwszy prezydent USA złożył wizytę w Południowej Afryce.
- 27 marca – w USA została dopuszczona do handlu Viagra.
- 29 marca:
  - odbyły się wybory parlamentarne na Ukrainie.
  - w Portugalii otwarto najdłuższy w Europie Most Vasco da Gamy.
  - uruchomiono kanał telewizyjny BBC America.
  - Boeing 727 należący do Ariana Afghan Airlines rozbił się w górach w Afganistanie; zginęło 45 osób.
- 30 marca:
  - premier Rumunii Victor Ciorbea podał się do dymisji.
  - Robert Koczarian wygrał w II turze wybory prezydenckie w Armenii.
  - Donald Kalpokas został po raz drugi premierem Vanuatu.

### Kwiecień
- 1 kwietnia – sąd oddalił pozew Pauli Jones o molestowanie seksualne przeciwko prezydentowi USA Billowi Clintonowi, do którego miało dojść w 1991 roku, gdy Clinton był gubernatorem stanu Arkansas.
- 2 kwietnia:
  - został wyniesiony na orbitę teleskop kosmiczny TRACE, służący do badania związku między polem magnetycznym Słońca a strukturami jego plazmy.
  - były minister francuskiego rządu Maurice Papon został skazany na 10 lat za przestępstwa, jakich się dopuścił wobec Żydów w czasie II wojny światowej.
- 5 kwietnia – w Japonii otwarto najdłuższy na świecie most wiszący Akashi Kaikyō (3911 m).
- 6 kwietnia – Pakistan przeprowadził pierwszy test pocisku balistycznego średniego zasięgu Ghauri.
- 8 kwietnia – premiera filmu Taxi.
- 10 kwietnia – Wielka Brytania i Irlandia zawarły tzw. Porozumienie wielkopiątkowe.
- 11 kwietnia – armia kambodżańska zajęła ostatnią dużą bazę Czerwonych Khmerów w ’Ânlóng Vêng.
- 17 kwietnia:
  - Radu Vasile został premierem Rumunii.
  - rozpoczęła się misja STS-90 wahadłowca Columbia.
- 20 kwietnia:
  - niemiecka Frakcja Czerwonej Armii ogłosiła samorozwiązanie.
  - w katastrofie francuskiego Boeinga 727 w Kolumbii zginęły 53 osoby.
  - w Salwadorze wprowadzono całkowity zakaz aborcji.
- 23 kwietnia – późniejszy prezydent Cachiagijn Elbegdordż został po raz pierwszy premierem Mongolii.
- 30 kwietnia – Senat Stanów Zjednoczonych ratyfikował protokoły o przyjęciu Polski, Czech i Węgier do NATO.

### Maj
- 4 maja:
  - amerykański terrorysta Ted Kaczynski (znany jako „Unabomber”) został skazany przez sąd w Sacramento w Kalifornii na karę dożywotniego pozbawienia wolności.
  - nowo mianowany komendant watykańskiej Gwardii Szwajcarskiej Alois Estermann i jego żona zostali zastrzeleni przez gwardzistę Cédrica Tornaya, który popełnił następnie samobójstwo.
- 6 maja – wybuchła wojna erytrejsko-etiopska.
- 9 maja – w angielskim Birmingham odbył się 43. Konkurs Piosenki Eurowizji.
- 11 maja – Indie przeprowadziły pierwszą próbę z bronią atomową.
- 13 maja – USA i Japonia wprowadziły sankcje gospodarcze wobec Indii po wznowieniu przez nie testów broni atomowej.
- 15 maja – premiera amerykańskiego filmu Zaklinacz koni w reżyserii Roberta Redforda.
- 18 maja:
  - założono Uniwersytet Polski w Wilnie.
  - na szczycie UE-USA w Londynie przyjęto ideę Transatlantyckiego Partnerstwa Gospodarczego.
- 21 maja – po 32 latach dyktatorskich rządów ustąpił prezydent Indonezji Suharto. Jego miejsce zajął dotychczasowy wiceprezydent Jusuf Habibie.
- 22 maja – w referendach w Irlandii i Irlandii Północnej zostało zatwierdzone Porozumienie wielkopiątkowe.
- 24 maja – w Hongkongu odbyły się wybory do Rady Legislacyjnej, będące pierwszymi wielopartyjnymi wyborami w historii komunistycznych Chin.
- 28 maja:
  - Pakistan przeprowadził 5 swych pierwszych próbnych wybuchów jądrowych w reakcji na próby indyjskie z 11 i 13 maja (broń atomową oficjalnie uzyskał Pakistan).
  - w Paryżu otwarto Musée du Montparnasse.
- 30 maja – ponad 4 tys. osób zginęło w trzęsieniu ziemi w północnym Afganistanie.
- 31 maja – Geri Halliwell opuściła grupę Spice Girls.

### Czerwiec
- 1 czerwca – utworzono Europejski Bank Centralny z siedzibą we Frankfurcie nad Menem.
- 2 czerwca – rozpoczęła się misja STS-91 wahadłowca Discovery.
- 3 czerwca – w katastrofie kolejowej w Eschede (Niemcy) zginęło 101 osób, ponad 300 zostało rannych.
- 7 czerwca – wybuchła wojna domowa w Gwinei-Bissau.
- 8 czerwca – Szwajcar Sepp Blatter został prezydentem FIFA.
- 10 czerwca – o 17:30 na Stade de France rozpoczął się pierwszy mecz finałów piłkarskich Mistrzostw Świata we Francji Brazylia – Szkocja.
- 13 czerwca – Etiopczyk Haile Gebrselassie ustanowił rekord świata w biegu na 5000 m wynikiem 12.39,36 s.
- 14 czerwca – w Danii otwarto Most nad Wielkim Bełtem.
- 21 czerwca – Japończyk Takahiro Sunada ustanowił w Yubetsu rekord świata w biegu na 100 km (6:13.33 s).
- 25 czerwca:
  - Microsoft wydał system operacyjny Windows 98.
  - została podpisana Konwencja z Aarhus o Dostępie do Informacji, Udziale Społeczeństwa w Podejmowaniu Decyzji oraz Dostępie do Sprawiedliwości w Sprawach Dotyczących Środowiska.
- 27 czerwca:
  - otwarto Port lotniczy Kuala Lumpur w Malezji.
  - w trzęsieniu ziemi w południowej Turcji zginęło 145 osób, a około 1500 zostało rannych.

### Lipiec
- 1 lipca – Austria objęła prezydencję w Radzie Unii Europejskiej
- 2 lipca – odbyła się premiera filmu „Armageddon” z Bruce’em Willisem w roli głównej.
- 6 lipca – otwarto port lotniczy Hongkong.
- 7 lipca – McLaren Cars Ltd kończy produkcję najszybszego samochodu na świecie McLarena F1.
- 9 lipca – Senat Belgii ratyfikował protokoły o przyjęciu Polski, Czech i Węgier do NATO.
- 12 lipca – na podparyskim stadionie Stade de France reprezentacja piłkarska Francji pokonała Brazylię 3:0 w finale piłkarskich mistrzostw świata.
- 14 lipca – w Rzymie, Marokańczyk Hicham El Guerrouj ustanowił rekord świata w biegu na 1500 m (3.26,00 s.), rekord niepobity od 11 lat.
- 17 lipca:
  - powołano Międzynarodowy Trybunał Karny z siedzibą w Hadze, którego zadaniem jest sądzenie winnych zbrodni ludobójstwa, zbrodni przeciw ludzkości i zbrodni wojennych.
  - car Mikołaj II i jego rodzina pochowani zostali w Petersburgu 80 lat po ich zabiciu przez bolszewików.
  - trzęsienie ziemi u wybrzeży Papui-Nowej Gwinei zabiło 2200 osób.
- 23 lipca – Puntland w północno-wschodniej Somalii ogłasza autonomię.
- 24 lipca – odbyła się premiera filmu dramatu wojennego Szeregowiec Ryan w reżyserii Stevena Spielberga.

### Sierpień
- 7 sierpnia – w wyniku ataków terrorystycznych Al-Kaidy na ambasady USA w stolicach Kenii i Tanzanii śmierć poniosły 224 osoby, a 4500 zostało rannych.
- 10 sierpnia – Al-Muhtadee Billah, najstarszy syn sułtana Brunei Hassanala Bolkiaha, został oficjalnie mianowany księciem Brunei i następcą tronu.
- 15 sierpnia – prawdziwa IRA (RIRA) dokonała zamachu terrorystycznego w Omagh, podczas którego zginęło 29 osób, a setki zostały ranne.
- 17 sierpnia – około 1700 żołnierzy z krajów należących do NATO i współpracujących z nimi państw wschodnioeuropejskich rozpoczęło manewry wojskowe w Albanii. Ćwiczenia odbyły się w sytuacji wojny domowej w sąsiadującej z Albanią jugosłowiańskiej prowincji Kosowo, gdzie większość stanowili Albańczycy.
- 20 sierpnia – w odwecie za zamachy na amerykańskie ambasady w Kenii i Tanzanii lotnictwo amerykańskie zbombardowało bazy Al-Ka’idy w Afganistanie. Zniszczona została też fabryka farmaceutyczna w sudańskim Chartumie, gdzie miała być produkowana broń chemiczna dla terrorystów.
- 23 sierpnia – prezydent Borys Jelcyn zdymisjonował rząd Siergieja Kirijenki, obarczając go winą za wybuch kryzysu finansowego w Rosji. P.o. premiera został Wiktor Czernomyrdin.
- 29 sierpnia – w katastrofie kubańskiego Tu-154M w stolicy Ekwadoru Quito zginęło 80 osób (w tym 10 na ziemi), a 21 zostało rannych.

### Wrzesień
- 2 września:
  - 229 osób zginęło u wybrzeży Nowej Szkocji w katastrofie samolotu McDonnell Douglas MD-11 linii Swissair.
  - dokonano oblotu samolotu pasażerskiego Boeing 717.
- 3 września – podczas 55. Międzynarodowego Festiwalu Filmowego w Wenecji, Jack Lang wręczył statuetkę Złotego Lwa Andrzejowi Wajdzie.
- 4 września – światowa premiera telewizyjnego formatu Who Wants to Be a Millionaire? (Milionerzy).
- 6 września – Edward Fenech Adami został po raz drugi premierem Malty.
- 7 września – studenci Larry Page i Sergey Brin założyli spółkę Google.
- 14 września – papież Jan Paweł II wydał encyklikę Fides et ratio.
- 18 września – została powołana Internetowa Korporacja ds. Nadawania Nazw i Numerów (ICANN).
- 21 września – królowa Hiszpanii Zofia i żona prezydenta RP Jolanta Kwaśniewska odsłoniły popiersie Fryderyka Chopina upamiętniające pobyt kompozytora w Valldemossa na Majorce.
- 26 września – wystartował kanał muzyczny MTV Rossija.
- 27 września:
  - została uruchomiona wyszukiwarka Google.
  - Helmut Kohl po porażce CDU w wyborach parlamentarnych stracił stanowisko kanclerza. Nowym kanclerzem został szef SPD Gerhard Schröder.
- 29 września – na Sri Lance, krótko po starcie z Dżafny został zestrzelony samolot An-24; zginęło 55 osób.

### Październik
- Październik – stworzenie standardu dla C++.
- 11 października – Jan Paweł II kanonizował Edytę Stein.
- 14 października – w północnej Kanadzie otwarto kopalnię diamentów Ekati.
- 17 października – w Nigerii, w okolicy miasta Jesse, około 1200 osób kradnących ropę naftową zginęło w eksplozji rurociągu.
- 21 października:
  - Massimo D’Alema został premierem Włoch.
  - została przyjęta Konstytucja Albanii.
- 23 października – uruchomiono Swatch Internet Time.
- 24 października – NASA: rozpoczęła się misja sondy kosmicznej Deep Space 1.
- 27 października – Gerhard Schröder pokonał w wyborach na kanclerza Niemiec Helmuta Kohla.
- 28 października:
  - prezydent Bill Clinton podpisał Digital Millennium Copyright Act.
  - samolot linii Air China został uprowadzony przez pilota Yuan Bina na Tajwan; porywacza aresztowano.
- 29 października:
  - Göteborg: 63 osoby zginęły, a 213 zostało rannych w pożarze klubu nocnego.
  - po 36 latach amerykański astronauta i polityk John Glenn odbył na pokładzie wahadłowca Discovery swój drugi lot kosmiczny, zostając w wieku 77 lat najstarszym człowiekiem w kosmosie.
- 30 października:
  - Mikuláš Dzurinda został premierem Słowacji.
  - premiera filmu Cyrulik syberyjski.

### Listopad
- listopad: na ukraińskim Zakarpaciu doszło do powodzi, w której zginęło 17 osób.
- 1 listopada:
  - utworzono Europejski Trybunał Praw Człowieka.
  - uruchomiono telefonię satelitarną Iridium.
- 6 listopada – Hugo Chávez[3] został wybrany na prezydenta Wenezueli.
- 12 listopada – Daimler-Benz połączył się z Chryslerem, tworząc korporację Daimler-Chrysler.
- 20 listopada – został wyniesiony na orbitę pierwszy moduł Międzynarodowej Stacji Kosmicznej (ISS).
- 22 listopada – w referendum narodowym została zatwierdzona nowa Konstytucja Albanii.
- 24 listopada – Émile Lahoud został prezydentem Libanu.
- 25 listopada – brytyjscy lordowie-sędziowie stosunkiem głosów 3:2 uznali, że Augusto Pinochetowi nie przysługuje immunitet, wobec czego może być aresztowany i przekazany hiszpańskiemu wymiarowi sprawiedliwości.
- 26 listopada:
  - 209 osób zginęło w zderzeniu pociągów w indyjskim stanie Pendżab.
  - Tony Blair jako pierwszy premier Wielkiej Brytanii wygłosił przemówienie w parlamencie irlandzkim.

### Grudzień
- 4 grudnia – został wyniesiony na orbitę moduł Unity, pierwszy zbudowany przez Amerykanów komponent Międzynarodowej Stacji Kosmicznej (ISS).
- 6 grudnia – Hugo Chávez wygrał wybory prezydenckie w Wenezueli.
- 11 grudnia:
  - wystrzelono amerykańską sondę marsjańską Mars Climate Orbiter.
  - w tajlandzkim mieście Surat Thani, w katastrofie lotu Thai Airways zginęło 101 osób, a 45 zostało rannych.
  - rozpoczęcie procesu beatyfikacyjnego Eduarda Ortiza de Landázuri.
- 16 grudnia – rozpoczęły się amerykańsko-brytyjskie naloty na Irak (operacja Pustynny Lis).
- 18 grudnia:
  - uchwalono nową Konstytucję Szwajcarii.
  - kolumbijskie lotnictwo wojskowe i śmigłowce bojowe prywatnej firmy wojskowej AirScan zaatakowały wioskę Santo Domingo, zabijając jej 18 mieszkańców, w tym siedmioro dzieci.
  - premiera filmu Masz wiadomość.
- 19 grudnia – Amerykańska Izba Reprezentantów podjęła nieudaną próbę usunięcia prezydenta Billa Clintona z urzędu, w związku z tzw. aferą rozporkową.

## Urodzili się
- 1 stycznia:
  - Sara Ahmed, egipska sztangistka
  - Hussain Al-Azzani, jemeński zapaśnik
  - Mohammed Al-Magherbi, jemeński zapaśnik
  - Mariam Bolkwadze, gruzińska tenisistka
  - Paul Jacobus Botha, południowoafrykański lekkoatleta
  - Cristina Bucșa, hiszpańska tenisistka pochodzenia mołdawskiego
  - Mirlind Daku, kosowski piłkarz
  - Reagan Mabuba, kongijski zapaśnik
  - Dominika Mróz, polska judoczka
  - Muhammad Shaban, ugandyjski piłkarz
- 4 stycznia:
  - Arnoldas Kulboka, litewski koszykarz
  - Krystian Bielik, polski piłkarz
  - Coco Jones, amerykańska aktorka, tancerka, piosenkarka, raperka
- 5 stycznia:
  - Natalia Bucyk, polska koszykarka
  - Carles Aleñá, hiszpański piłkarz
  - Isaac Humphries, australijski koszykarz
  - Martyna Świrad, polska siatkarka
- 6 stycznia:
  - Ismail Azzaoui, belgijski piłkarz pochodzenia marokańskiego
  - Merel Freriks, holenderska piłkarka ręczna
  - Jérémy Guillemenot, szwajcarski piłkarz
  - Lee Seung-woo, południowokoreański piłkarz
- 8 stycznia:
  - Tony Bradley, amerykański koszykarz
  - Manuel Locatelli, włoski piłkarz
  - Marta Orzyłowska, polska siatkarka
  - Anastasia Zarycká, ukraińsko-czeska tenisistka
  - DiJonai Carrington, amerykańska koszykarka
- 9 stycznia:
  - Anastasija Bryzhina, ukraińska lekkoatletka, sprinterka
  - Milena Bykowa, rosyjska snowboardzistka
  - Kerris Lilla Dorsey, amerykańska aktorka, piosenkarka
  - Yusuf Habib, bahrajński piłkarz, bramkarz
- 10 stycznia:
  - Muna Rida Abd al-Chalik Ahmad, egipska zapaśniczka
  - Michael Mmoh, amerykański tenisista pochodzenia nigeryjskiego
  - Tremont Waters, amerykański koszykarz
  - Xu Shilin, chińska tenisistka
- 11 stycznia:
  - Louisa Johnson, brytyjska piosenkarka, autorka tekstów
  - Dżamal Marzuk Aszur Marzuk, egipski zapaśnik
  - Marlena Urbańska, polska piłkarka ręczna
- 12 stycznia:
  - Carol Bouvard, szwajcarska narciarka dowolna
  - Juan Foyth, argentyński piłkarz
  - Nathan Gamble, amerykański aktor
  - Anhelina Łysak, ukraińska zapaśniczka
- 13 stycznia:
  - Sami Hamdi Amin Rabi, egipski zapaśnik
  - Gabrielle Daleman, kanadyjska łyżwiarka figurowa
  - Omran Haydary, afgański piłkarz
  - Rogério Oliveira da Silva, brazylijski piłkarz
- 14 stycznia:
  - Július Firkaľ, słowacki siatkarz
  - Pauline Grabosch, niemiecka kolarka torowa
  - Maddison Inglis, australijska tenisistka
  - Henrik Porkka, fiński siatkarz
  - Nick Romeo Reimann, niemiecki aktor
  - Alexandra Sandahl, szwedzka zapaśniczka
- 17 stycznia:
  - Szymon Tomczak, polski koszykarz
  - Natalia Bukowiecka, polska lekkoatletka, sprinterka
  - Lovro Majer, chorwacki piłkarz
  - Amos Pieper, niemiecki piłkarz
  - Jeff Reine-Adélaïde, francuski piłkarz
  - Luca Schuler, szwajcarski narciarz dowolny
  - Filip Wąchała, polski bokser
  - Anthony Jose Zambrano, kolumbijski lekkoatleta, czterystumetrowiec
- 18 stycznia:
  - Vashti Cunningham, amerykańska lekkoatletka, skoczkini wzwyż
  - Viktória Egri, węgierska strzelczyni sportowa
  - Éder Militão, brazylijski piłkarz
- 20 stycznia – Anthony Lamb, amerykański koszykarz
- 23 stycznia – XXXTentacion, amerykański raper, producent (zm. 2018)
- 24 stycznia:
  - Naji Marshall, amerykański koszykarz
  - Nikol Tabačková, czeska lekkoatletka, oszczepniczka
  - Zhou Yuelong, chiński snookerzysta
- 27 stycznia – Albina Kelmendi, kosowska piosenkarka, autorka tekstów
- 28 stycznia:
  - Jan Martínez Franchi, argentyński siatkarz
  - Payton Pritchard, amerykański koszykarz
  - Ariel Winter, amerykańska aktorka
  - Mateusz Spychała, polski piłkarz
- 29 stycznia – JaQuori McLaughlin, amerykański koszykarz
- 30 stycznia:
  - Natalia Dominiak, polska pięcioboistka nowoczesna
  - Anton Tieriechow, rosyjski piłkarz
- 31 stycznia:
  - Felix Beijmo, szwedzki piłkarz
  - Amadou Haidara, malijski piłkarz
  - Jalen McDaniels, amerykański koszykarz
  - Bradie Tennell, amerykańska łyżwiarka figurowa
- 3 lutego – Isaiah Roby, amerykański koszykarz
- 4 lutego:
  - Eray Cömert, szwajcarski piłkarz pochodzenia tureckiego
  - Kaylah McPhee, australijska tenisistka
  - Malik Monk, amerykański koszykarz
  - Yoshiyuki Ogata, japoński wspinacz sportowy
  - Maximilian Wöber, austriacki piłkarz
- 5 lutego:
  - Rodions Kurucs, łotewski koszykarz
  - Sara Tomic, australijska tenisistka pochodzenia chorwacko-bośniackiego
- 6 lutego:
  - Daniel Gołębiowski, polski koszykarz
  - Nika Kwantaliani, gruziński piłkarz
  - Judith Sierra, nikaraguańska zapaśniczka
- 7 lutego:
  - Hollie Stephenson, brytyjska piosenkarka, autorka tekstów
  - Álex Zendejas, amerykański piłkarz pochodzenia meksykańskiego
- 8 lutego:
  - Junelle Bromfield, jamajska lekkoatletka, sprinterka
  - Rui Hachimura, japoński koszykarz
  - Orlando Luz, brazylijski tenisista
  - Karolina Pęk, polska tenisistka stołowa
- 10 lutego:
  - Tyler Bey, amerykański koszykarz
  - Marcin Listkowski, polski piłkarz
  - Jonah Mathews, amerykański koszykarz
- 12 lutego:
  - Mohamed Marhoon, bahrajński piłkarz
  - River Radamus, amerykański narciarz alpejski
  - Ena Shibahara, amerykańska tenisistka pochodzenia japońskiego
- 13 lutego:
  - Keinan Davis, angielski piłkarz
  - Szymon Jakubiszak, polski siatkarz
  - Khalifa St. Fort, trynidadzko-tobagijska lekkoatletka, sprinterka
- 14 lutego:
  - Darja Kurilczuk, rosyjska koszykarka
  - Ammar Al-Rushaidi, omański piłkarz, bramkarz
  - Sander Berge, norweski piłkarz
  - Anna Lalik, polska snowboardzistka
- 15 lutego:
  - Jemima Montag, australijska lekkoatletka, chodziarka
  - George Russell, brytyjski kierowca wyścigowy
- 19 lutego:
  - Wadeline Jonathas, amerykańska lekkoatletka, sprinterka
  - Dmytro Wijecki, ukraiński siatkarz
  - Annahita Zamanian, francuska piłkarka pochodzenia irańskiego
- 21 lutego:
  - Ernist Batyrkanow, kirgiski piłkarz
  - Yemane Haileselassie, erytrejski lekkoatleta, długodystansowiec
  - Michaela Hrubá, czeska lekkoatletka, skoczkini wzwyż
  - Kertu Laak, estońska siatkarka
- 22 lutego:
  - Maksym Drabik, polski żużlowiec
  - Anna Pawłowska, polska siatkarka
  - Joyner Holmes, amerykańska koszykarka
- 23 lutego:
  - Hubert Adamczyk, polski piłkarz
  - Kira Marie Peter-Hansen, duńska polityk, eurodeputowana
- 24 lutego:
  - Jovana Kocić, serbska siatkarka
  - Olaf Nowak, polski piłkarz
  - Géraldine Ruckstuhl, szwajcarska lekkoatletka, oszczepniczka i wieloboistka
- 25 lutego:
  - Hanna Chang, amerykańska tenisistka
  - Rizky Febian, indonezyjski piosenkarz, aktor
  - Vebjørn Hegdal, norweski biegacz narciarski
  - Aleksandra Lipska, polska siatkarka
  - Ismaïla Sarr, senegalski piłkarz
- 26 lutego – Kamil Wojtkowski, polski piłkarz
- 27 lutego:
  - Lorenzo Callegari, francuski piłkarz
  - Masamitsu Itō, japoński skoczek narciarski
  - Theo Stevenson, brytyjski aktor
  - Daniela Ulbing, austriacka snowboardzistka
- 28 lutego – Cassius Winston, amerykański koszykarz
- 1 marca:
  - Chen Yufei, chińska badmintonistka
  - Oskar Stachnik, polski lekkoatleta, dyskobol
- 2 marca:
  - Meta Hrovat, słoweńska narciarka alpejska
  - Alexander Nylander, szwedzki hokeista
- 3 marca – Jayson Tatum, amerykański koszykarz
- 4 marca:
  - Obi Toppin, amerykański koszykarz
  - Michał Jędrzejewski, polski koszykarz
- 5 marca:
  - Władisław Artiemjew, rosyjski szachista
  - Merih Demiral, turecki piłkarz
  - Sergio Díaz, paragwajski piłkarz
  - Aleksandra Kaleta, polska judoczka
  - Sangeeta Phogat, indyjska zapaśniczka
  - Killian Tillie, francuski koszykarz
- 7 marca:
  - Amanda Gorman, amerykańska poetka, aktywistka społeczna
  - Matthew Olosunde, amerykański piłkarz pochodzenia nigeryjskiego
  - Gabriella Taylor, brytyjska tenisistka
- 8 marca:
  - Molly Sterling, irlandzka piosenkarka, reprezentantka Irlandii podczas 60. Konkursu Piosenki Eurowizji
  - Sonia Frojdenfal, polska koszykarka
- 9 marca – Kaylin Whitney, amerykańska lekkoatletka, sprinterka
- 10 marca – Elijah Hughes, amerykański koszykarz
- 11 marca:
  - Axel Disasi, francuski piłkarz pochodzenia kongijskiego
  - Daton Fix, amerykański zapaśnik
  - Elija Valentić, chorwacka lekkoatletka, tyczkarka
  - Deyovaisio Zeefuik, holenderski piłkarz pochodzenia surinamskiego
- 13 marca:
  - Silje Holand, norweska siatkarka
  - Shaoang Liu, węgierski łyżwiarz szybki, specjalista short tracku pochodzenia chińskiego
- 14 marca:
  - Petra Adamovičová, słowacka siatkarka
  - Tyson Jost, kanadyjski hokeista
- 15 marca:
  - Kiriłł Klec, rosyjski siatkarz
  - Klaudia Siciarz, polska lekkoatletka, płotkarka
- 16 marca - Haruka Kitaguchi, japońska lekkoatletka, oszczepniczka
- 17 marca:
  - Uroš Račić, serbski piłkarz
  - Mariola Woźniak, polska szachistka
- 18 marca:
  - Kylee Shook, amerykańska koszykarka
  - Abigail Cowen, amerykańska aktorka
  - Jamie-Lee Kriewitz, niemiecka piosenkarka
  - Orel Mangala, belgijski piłkarz
  - Mateo Marić, bośniacki piłkarz pochodzenia chorwackiego
  - Paulina Peda, polska pływaczka
  - Miltiadis Tendoglu, grecki lekkoatleta, skoczek w dal
  - Zane Waddell, południowoafrykański pływak
- 19 marca – Jada Hart, amerykańska tenisistka
- 20 marca – Letesenbet Gidey, etiopska lekkoatletka, biegaczka długodystansowa
- 21 marca – Miles Bridges, amerykański koszykarz
- 22 marca:
  - Adrianna Muszyńska, polska siatkarka
  - Miłosz Szczepański, polski piłkarz
  - Aleksandra Szczygłowska, polska siatkarka
- 23 marca – Kaila Charles, amerykańska koszykarka
- 24 marca:
  - Kara Bajema, amerykańska siatkarka
  - Ethel Cain, amerykańska piosenkarka, autorka tekstów
  - Miro Muheim, szwajcarski piłkarz
- 25 marca:
  - Kacper Traczyk, polski koszykarz
  - Jocelyn Willoughby, amerykańska koszykarka
- 26 marca:
  - Satoko Miyahara, japońska łyżwiarka figurowa
  - Omar Ayuso, hiszpański aktor
- 27 marca – Johanna Hagström, szwedzka biegaczka narciarska
- 28 marca:
  - M.J. Walker, amerykański koszykarz
  - Lindell Wigginton, kanadyjski koszykarz
- 29 marca:
  - Mia-Lahnee Aquino, guamska zapaśniczka
  - Aida Bajazitowa, rosyjska biegaczka narciarska
- 31 marca – Raisa Musina, rosyjska koszykarka
- 1 kwietnia – Krystian Rempała, polski żużlowiec (zm. 2016)
- 2 kwietnia
  - Mayu Hotta, japońska aktorka, modelka
  - Jakub Książek, polski pływak
- 3 kwietnia - Paris Jackson, amerykańska aktorka, modelka, aktywistka
- 6 kwietnia:
  - Micah Potter, amerykański koszykarz
  - Anna Dąbrowska, polska judoczka
  - Lily Jackson, amerykańska aktorka
  - Peyton List, amerykańska aktorka, modelka
  - Alfons Sampsted, islandzki piłkarz
- 7 kwietnia:
  - Katarzyna Kołodziejczyk, polska kajakarka
  - Javin DeLaurier, amerykański koszykarz
- 8 kwietnia – Ridle Baku, niemiecki piłkarz pochodzenia kongijskiego
- 9 kwietnia:
  - Elle Fanning, amerykańska aktorka
  - James McGarry, nowozelandzki piłkarz
- 10 kwietnia:
  - Laura Chamiot-Maitral, francuska biegaczka narciarska
  - Anna Pogoriła, rosyjska łyżwiarka figurowa pochodzenia ukraińskiego
- 11 kwietnia – Ayano Shimizu, japońska tenisistka
- 12 kwietnia – Jose Alvarado, amerykański koszykarz, portorykańskiego pochodzenia
- 13 kwietnia – Angielina Łazarienko, rosyjska siatkarka
- 14 kwietnia – Moa Lundgren, szwedzka biegaczka narciarska
- 15 kwietnia – Wijaleta Skwarcowa, białoruska lekkoatletka, skoczkini w dal
- 17 kwietnia:
  - Anna Odine Strøm, norweska skoczkini narciarska
  - Kenny Wooten, amerykański koszykarz
- 20 kwietnia:
  - Lauren Cox, amerykańska koszykarka
  - Harry Froling, australijski koszykarz
  - Natalia Nosek, polska piłkarka ręczna
- 21 kwietnia – Bedoes, polski raper i autor tekstów
- 22 kwietnia – Aleksandra Pospiełowa, rosyjska tenisistka
- 23 kwietnia:
  - Aleksandra Nowakowska, polska lekkoatletka, skoczkini wzwyż
  - Bella Alarie, amerykańska koszykarka
  - Chivas, polski raper i producent muzyczny.
- 24 kwietnia:
  - Agata Kaczmarska, polska pięściarka
  - Ryan Newman, amerykańska aktorka
- 25 kwietnia:
  - Ben Radcliffe, brytyjski aktor
  - Satou Sabally, niemiecka koszykarka
- 28 kwietnia:
  - Ruthy Hebard, amerykańska koszykarka
  - Agata Michalewicz, polska siatkarka
  - Pernambuco, brazylijski piłkarz
- 29 kwietnia:
  - Kimberly Birrell, australijska tenisistka
  - Agata Buczkowska, polska wokalistka, członkini zespołu Ich Troje
- 1 maja – Tyasha Harris, amerykańska koszykarka
- 4 maja – Weronika Papiernik, polska koszykarka
- 5 maja:
  - Aleksandra Melzacka, polska żeglarka
  - Aryna Sabalenka, białoruska tenisistka
  - Elienor Werner, szwedzka lekkoatletka, tyczkarka
- 7 maja:
  - Kamil Adamczyk, polski piłkarz ręczny
  - Esteban Obiang, piłkarz z Gwinei Równikowej
  - Dani Olmo, hiszpański piłkarz
  - Jesse Puljujärvi, fiński hokeista
  - Ismaila Soro, iworyjski piłkarz
- 8 maja – Mateusz Szczypiński, polski koszykarz
- 9 maja – Alicja Grabka, polska siatkarka
- 10 maja:
  - Kinga Drabek, polska siatkarka
  - Priscilla Hon, australijska tenisistka
  - Malachi Flynn, amerykański koszykarz
- 11 maja:
  - Viktória Kužmová, słowacka tenisistka
  - Crystal Dangerfield, amerykańska koszykarka
- 12 maja:
  - Tornado Alicia Black, amerykańska tenisistka
  - Lou Lopez Sénéchal, francusko-meksykańska koszykarka
- 14 maja – Paulina Borys, polska lekkoatletka, skoczkini wzwyż
- 15 maja – Lucrezia Stefanini, włoska tenisistka
- 20 maja – Aislinn Konig, kanadyjsko-austriacka koszykarka
- 21 maja – Ignacy Grochowski, polski koszykarz
- 22 maja – Laulauga Tausaga, amerykańska lekkoatletka, dyskobolka
- 27 maja – Novak Musić, serbski koszykarz
- 29 maja – Austin Reaves, amerykański koszykarz
- 31 maja – Stephy Mavididi, angielski piłkarz pochodzenia kongijskiego
- 2 czerwca – Tereza Mihalíková, słowacka tenisistka
- 3 czerwca:
  - Joseph Ceesay, szwedzki piłkarz pochodzenia ghańskiego
  - Alessandro Kräuchi, szwajcarski piłkarz pochodzenia włoskiego
  - Grzegorz Radzieńciak, polski hokeista
- 4 czerwca:
  - Mohamed Bayo, gwinejski piłkarz pochodzenia francuskiego
  - Władysław Chomutow, ukraiński piłkarz
  - Robert Gumny, polski piłkarz
  - Viktor Gyökeres, szwedzki piłkarz pochodzenia węgierskiego
  - Kabula Nkalango Masanja, tanzańska aktywistka na rzecz osób chorych na albinizm
  - Wadim Pronski, kazachski kolarz szosowy
  - Grzegorz Szymusik, polski piłkarz
- 5 czerwca:
  - Jaqueline Cristian, rumuńska tenisistka
  - Julija Lipnicka, rosyjska łyżwiarka figurowa
- 8 czerwca:
  - Marta Marcinkowska, polska koszykarka
  - Marlena Gola, polska lekkoatletka
  - Barbara Kulik, polska judoczka
- 10 czerwca:
  - Yelena Qladkova, azerska lekkoatletka, tyczkarka
  - Will Magnay, australijski koszykarz
- 11 czerwca:
  - Kathleen Doyle, amerykańska koszykarka
  - Wilma Murto, fińska lekkoatletka, tyczkarka
  - Reggie Cannon, amerykański piłkarz
- 12 czerwca:
  - Adrianna Wysocka, polska siatkarka
  - Trent Forrest, amerykański koszykarz
- 13 czerwca:
  - Karol Fila, polski piłkarz
  - Kristina Rakočević, czarnogórska lekkoatletka, miotaczka
- 14 czerwca:
  - Agnieszka Bednarek, polska lekkoatletka, specjalizująca się w trójskoku
  - Alina Boz, turecko-rosyjska aktorka
  - Fabian Kunze, niemiecki piłkarz
- 15 czerwca:
  - Anna Bodasińska, polska siatkarka
  - Hachim Mastour, marokański piłkarz pochodzenia włoskiego
  - Wiktoria Pikulik, polska kolarka
- 16 czerwca:
  - Karman Thandi, indyjska tenisistka
  - Julia Niemojewska, polska koszykarka
  - Akeem Chambers, jamajski piłkarz
- 17 czerwca:
  - Per Anders Kure, norweski zapaśnik
  - Julija Mijuc, ukraińska taekwondzistka
  - Arnaud Nordin, francuski piłkarz pochodzenia martynikańskiego
- 19 czerwca – Ömer Yurtseven, turecki koszykarz, posiadający także uzbeckie obywatelstwo
- 20 czerwca:
  - Oshae Brissett, kanadyjski koszykarz
  - Kajsa Vickhoff Lie, norweska narciarka alpejska
  - Andrei Rațiu, rumuński piłkarz
- 22 czerwca – Dagmara Bryzek, polska aktorka, tancerka
- 24 czerwca – Gabriela Kopáčová, czeska siatkarka
- 25 czerwca – Desmond Bane, amerykański koszykarz
- 26 czerwca:
  - Ugo Humbert, francuski tenisista
  - Jhon Lucumí, kolumbijski piłkarz
  - Katarzyna Madajewska, polska judoczka
- 27 czerwca – Marius Lindvik, norweski skoczek narciarski
- 28 czerwca – Nadine Fest, austriacka narciarka alpejska
- 29 czerwca - Emma Oosterwegel, holenderska lekkoatletka, wieloboistka
- 1 lipca – Susan Bandecchi, szwajcarska tenisistka
- 4 lipca - Amy Youin, iworyjska zapaśniczka
- 8 lipca – Jaden Smith, amerykański aktor
- 9 lipca – Dennis Hadžikadunić, bośniacki piłkarz
- 10 lipca:
  - Kimia Alizadeh, irańska taekwondzistka
  - Angus Cloud, amerykański aktor (zm. 2023)
  - Ana Escamilla, hiszpańska siatkarka
  - Fredylan Marais, południowoafrykański zapaśnik
  - Anna Niedbała, polska lekkoatletka, kulomiotka
  - Doruk Pehlivan, turecki piłkarz ręczny
  - Haley Pullos, amerykańska aktorka
  - Hailey Swirbul, amerykańska biegaczka narciarska
- 12 lipca:
  - Shai Gilgeous-Alexander, kanadyjski koszykarz
  - Kinga Różyńska, polska siatkarka
- 14 lipca – Jacob Gilyard, amerykański koszykarz
- 16 lipca:
  - Marija Wadiejewa, rosyjska koszykarka
  - Ty-Shon Alexander, amerykański koszykarz
- 17 lipca – Arilena Ara, albańska piosenkarka
- 18 lipca – Alessia Orro, włoska siatkarka
- 21 lipca:
  - Marie Bouzková, czeska tenisistka
  - Mason Jones, amerykański koszykarz
- 23 lipca – Deandre Ayton, amerykański koszykarz
- 25 lipca – Aleksander Załucki, polski koszykarz
- 26 lipca – Tareg Hamedi, saudyjski karateka
- 28 lipca – Isaiah Livers, amerykański koszykarz
- 29 lipca – Mirjam Björklund, szwedzka tenisistka
- 30 lipca – Eveline Saalberg, holenderska lekkoatletka, sprinterka
- 1 sierpnia:
  - Dana Evans, amerykańska koszykarka
  - Ma Zhenxia, chińska lekkoatletka, chodziarka
  - Nahid Kiani, irańska taekwondzistka
- 2 sierpnia:
  - Małgorzata Cetnarska, polska lekkoatletka, chodziarka
  - Martyna Jasiulewicz, polska koszykarka
- 3 sierpnia – Jagoda Mierzyńska, polska lekkoatletka, sprinterka
- 5 sierpnia
  - Mimi Keene, brytyjska aktorka
  - Patryk Klimala, polski piłkarz
  - Ruben Vargas, szwajcarski piłkarz pochodzenia dominikańskiego
- 6 sierpnia:
  - Elżbieta Gabryszak, polska łyżwiarka figurowa
  - Nina Luyer, austriacka lekkoatletka, skoczkini wzwyż
- 7 sierpnia – Michał Samsonowicz, polski koszykarz
- 8 sierpnia – Shawn Mendes, kanadyjski piosenkarz
- 11 sierpnia – Mateusz Różański, polski lekkoatleta
- 13 sierpnia:
  - Dalma Gálfi, węgierska tenisistka
  - Alina Rudnyćka, ukraińska zapaśniczka
- 14 sierpnia – Jalen Harris, amerykański koszykarz
- 18 sierpnia – Chuma Okeke, amerykański koszykarz, nigeryjskiego pochodzenia
- 20 sierpnia:
  - Aari McDonald, amerykańska koszykarka
  - Lieke Klaver, holenderska lekkoatletyka, sprinterka
- 21 sierpnia:
  - Mikiah Herbert Harrigan, brytyjska koszykarka
  - Fredrik André Bjørkan, norweski piłkarz
  - Madeleine Egle, austriacka saneczkarka
  - Andri Ragettli, szwajcarski narciarz dowolny
  - Florin Tița, rumuński zapaśnik
- 22 sierpnia:
  - Gozal Ajnitdinowa, kazachska tenisistka
- 23 sierpnia – P.J. Washington, amerykański koszykarz
- 24 sierpnia:
  - Ajzar Akmatow, kirgiski piłkarz
  - Adrian Brzeziński, polski lekkoatleta, sprinter
  - Marc Hirschi, szwajcarski kolarz szosowy
  - Lassi Lappalainen, fiński piłkarz
  - Joaquín Piquerez, urugwajski piłkarz pochodzenia włoskiego
  - Robin Packalen, fiński piosenkarz
- 25 sierpnia:
  - China Anne McClain, amerykańska piosenkarka i aktorka
  - Abraham Mateo, hiszpański piosenkarz i aktor
- 26 sierpnia:
  - Aleksandra Kustowa, rosyjska skoczkini narciarska
  - Dennis Man, rumuński piłkarz
- 28 sierpnia – Aaliyah Wilson, amerykańska koszykarka
- 29 sierpnia – Agata Ceynowa, polska siatkarka plażowa
- 30 sierpnia:
  - Nate Darling, kanadyjski koszykarz
  - Buse Melis Kara, turecka siatkarka
- 31 sierpnia:
  - Agnieszka Kaszuba, polska lekkoatletka, tyczkarka
  - İrem Korkmaz, turecka judoczka
- 1 września:
  - Josh Okogie, nigeryjski koszykarz
  - Anneli Maley, australijska koszykarka
- 2 września – Nickeil Alexander-Walker, kanadyjski koszykarz
- 4 września - Sophie Capewell, brytyjska kolarka torowa
- 5 września:
  - Caroline Dolehide, amerykańska tenisistka
  - Davion Mitchell, amerykański koszykarz
- 7 września – Ola Solbakken, norweski piłkarz
- 9 września:
  - Paulina Dziopa, polska judoczka
  - Jordan Nwora, amerykański koszykarz, posiadający także nigeryjskie obywatelstwo
- 10 września:
  - Anna Blinkowa, rosyjska tenisistka
  - Jairo Bueno, dominikański piłkarz
- 15 września – Quenton Jackson, amerykański koszykarz
- 17 września – Tsukimi Namiki, japońska pięściarka
- 18 września:
  - Julia Strowski, niemiecko-japońska aktorka
  - Digna Strautmane, łotewska koszykarka
- 19 września – Trae Young, amerykański koszykarz
- 22 września – Jakub Musiał, polski koszykarz
- 23 września:
  - Adriana Adamek, polska siatkarka
  - Solène Ndama, francuska lekkoatletka, płotkarka i wieloboistka pochodzenia gabońskiego
- 25 września – Yuan Yue, chińska tenisistka
- 28 września:
  - Evina Westbrook, amerykańska koszykarka
  - Milica Gardašević, serbska lekkoatletka, skoczkini w dal
  - Aleksandra Goriaczkina, rosyjska szachistka
  - Panna Udvardy, węgierska tenisistka
- 29 września:
  - Wiera Łapko, białoruska tenisistka
  - Jordan Lotomba, szwajcarski piłkarz pochodzenia kongijskiego
- 30 września:
  - Yacine Bourhane, komoryjski piłkarz
  - Trevi Moran, amerykańska youtuberka, piosenkarka
- 2 października – Miriam Bulgaru, rumuńska tenisistka
- 3 października – Hanna Orthmann, niemiecka siatkarka
- 5 października – Oktawia Płomińska, polska piłkarka ręczna
- 6 października:
  - Angela Carini, włoska pięściarka
  - Herbert Jones, amerykański koszykarz
  - Patryk Sieradzki, polski lekkoatleta, średniodystansowiec
- 8 października – Maja Storck, szwajcarska siatkarka
- 9 października – Weronika Wołodko, polska siatkarka
- 11 października – Klaudia Kołodziej, polska biegaczka narciarska
- 15 października:
  - Jonna Luthman, szwedzka narciarka alpejska
  - Giovanna Pedroso, brazylijska skoczkini do wody
- 16 października – Ołeksandra Borysowa, ukraińska łyżwiarka figurowa
- 18 października – Julia Wróblewska, polska aktorka
- 19 października – Ina Huemer, austriacka lekkoatletka, sprinterka
- 20 października – Younn Zahary, komoryjski piłkarz
- 21 października – Julia Nowicka, polska siatkarka
- 23 października – Jordan Goodwin, amerykański koszykarz
- 25 października:
  - Felix Sandman, szwedzki piosenkarz i aktor
  - McKinley Wright, amerykański koszykarz
- 26 października – Samantha Isler, amerykańska aktorka
- 28 października:
  - Lou Jeanmonnot-Laurent, francuska biathlonistka
  - Usue Maitane Arconada, amerykańska tenisistka pochodzenia argentyńskiego
- 31 października – Itzan Escamilla, hiszpański aktor
- 2 listopada:
  - Jaylen Crim, amerykańska piłkarka
  - Weronika Lizakowska, polska lekkoatletka, biegaczka średnio- i długodystansowa
- 4 listopada – Magdalena Welc, polska piosenkarka
- 5 listopada - Saliha Şahin, turecka siatkarka
- 6 listopada
  - Dymond Guilford, amerykańska zapaśniczka
  - Shayna Jack, australijska pływaczka
  - Yuzuru Kumano, japońska zapaśniczka
  - Aleksandra Rasińska, polska siatkarka
- 9 listopada:
  - Karolina Podkańska, polska koszykarka
  - Marcus Garrett, amerykański koszykarz
- 11 listopada – Ludmiła Samsonowa, rosyjska tenisistka
- 12 listopada:
  - Fanny Stollár, węgierska tenisistka
  - Marco Farfan, amerykański piłkarz pochodzenia meksykańskiego
  - Omar Rudberg, wenezuelsko-szwedzki piosenkarz i aktor
- 13 listopada – Aisha Sheppard, amerykańska koszykarka
- 14 listopada:
  - Sofia Kenin, amerykańska tenisistka
  - Chennedy Carter, amerykańska koszykarka
- 15 listopada – Lada Pejchalová, czeska lekkoatletka, skoczkini wzwyż
- 20 listopada
  - Franziska Brauße, niemiecka kolarka szosowa i torowa
  - Misaki Emura, japońska szablistka
- 23 listopada:
  - Bradley Steven Perry, amerykański aktor
  - Megan Walker, amerykańska koszykarka
- 25 listopada:
  - Maria Stenzel, polska siatkarka
  - Khayla Pointer, amerykańska koszykarka
- 26 listopada - Andreea Tămaș, rumuńska siatkarka
- 28 listopada:
  - Kamil Antonik(inne języki), polski piłkarz
  - Patrick Gasienica, amerykański skoczek narciarski (zm. 2023)
- 29 listopada – Nika Daalderop, holenderska siatkarka
- 1 grudnia – Beatha Nishimwe, rwandyjska lekkoatletka, biegaczka
- 2 grudnia:
  - Anna Kalinska, rosyjska tenisistka
  - Anna Kublikowa, rosyjska łyżwiarka figurowa
  - Annalise Basso, amerykańska aktorka
  - Maja Ślepowrońska, polska lekkoatletka, kulomiotka
  - Daria Szczyrba, polska siatkarka
  - Juice Wrld, amerykański raper
- 4 grudnia – Chaundee Brown, amerykański koszykarz
- 5 grudnia – Conan Gray, amerykański piosenkarz
- 6 grudnia:
  - Lynna Irby-Jackson, amerykańska lekkoatletka, sprinterka
  - Ella Junnila, fińska lekkoatletka, skoczkini wzwyż
  - Angelina Kučvaļska, łotewska łyżwiarka figurowa
  - Park Ji-su, południowokoreańska koszykarka
- 9 grudnia – Jasper van der Werff, szwajcarski piłkarz pochodzenia holenderskiego
- 10 grudnia:
  - Lucia Bronzetti, włoska tenisistka
  - Ałła Łoboda, rosyjska łyżwiarka figurowa
- 14 grudnia - Anastasia Dețiuc, czeska tenisistka pochodzenia mołdawskiego
- 15 grudnia – Maya Caldwell, amerykańska koszykarka
- 16 grudnia – Karolina Miller, polska judoczka
- 17 grudnia:
  - Alecia Sutton, amerykańska koszykarka
  - Mikayla Vaughn, amerykańska koszykarka
  - Martin Ødegaard, norweski piłkarz
- 18 grudnia - Klaudia Zwolińska, polska kajakarka górska
- 19 grudnia – Frans, szwedzki piosenkarz
- 20 grudnia – Kylian Mbappé, francuski piłkarz
- 21 grudnia:
  - Alona Bielakowa, ukraińska lekkoatletka, dyskobolka
  - Luisa Görlich, niemiecka skoczkini narciarska
  - Jan Klimków, polski piłkarz ręczny
  - Marta Matejko, polska siatkarka
- 22 grudnia:
  - Genevieve Hannelius, amerykańska aktorka
  - Casper Ruud, norweski tenisista
- 23 grudnia:
  - Julia Wieniawa, polska aktorka, piosenkarka i prezenterka telewizyjna
  - Moses Wright, amerykański koszykarz
- 24 grudnia:
  - Nikita Howarth, nowozelandzka, niepełnosprawna pływaczka
  - Klaudia Niedźwiedzka, polska koszykarka
- 26 grudnia – Dominika Grabowska, polska piłkarka
- 27 grudnia:
  - Luka Garza, amerykański koszykarz, bośniackiego pochodzenia
  - Emani 22, amerykańska piosenkarka R&B znana pod pseudonimem Emani 22 (zm. 2021)
- 30 grudnia
  - Ernestina Abambila, ghańska piłkarka
  - Jutta Leerdam, holenderska łyżwiarka szybka
  - Eline Timmerman, holenderska siatkarka

Nieznana dokładna data:
- Gabriel Howell, brytyjski aktor filmowy i telewizyjny
- Carlos Espinoza, peruwiański zapaśnik

## Zdarzenia astronomiczne
- 26 lutego – całkowite zaćmienie Słońca
- 22 sierpnia – obrączkowe zaćmienie Słońca

## Nagrody Nobla
- z fizyki – Robert Laughlin, Horst Störmer, Daniel Chee Tsui
- z chemii – Walter Kohn, John A. Pople
- z medycyny – Robert Furchgott, Louis Ignarro, Ferid Murad
- z literatury – José Saramago
- nagroda pokojowa – John Hume, David Trimble
- z ekonomii – Amartya Sen

## Święta ruchome
- Tłusty czwartek: 19 lutego
- Ostatki: 24 lutego
- Popielec: 25 lutego
- Niedziela Palmowa: 5 kwietnia
- Wielki Czwartek: 9 kwietnia
- Wielki Piątek: 10 kwietnia
- Pamiątka śmierci Jezusa Chrystusa: 11 kwietnia
- Wielka Sobota: 11 kwietnia
- Wielkanoc: 12 kwietnia
- Poniedziałek Wielkanocny: 13 kwietnia
- Wniebowstąpienie Pańskie: 21 maja
- Zesłanie Ducha Świętego: 31 maja
- Boże Ciało: 11 czerwca